# TercerMundo
TercerMundo es un grupo de rock y pop de Ecuador formado en Quito en 1988. Desde su creación está conformado por los hermanos Daniel Jácome en la batería y voces, Juan Manuel Jácome en teclados, guitarra y voces y Felipe Jácome en guitarra y voz principal.

## Historia

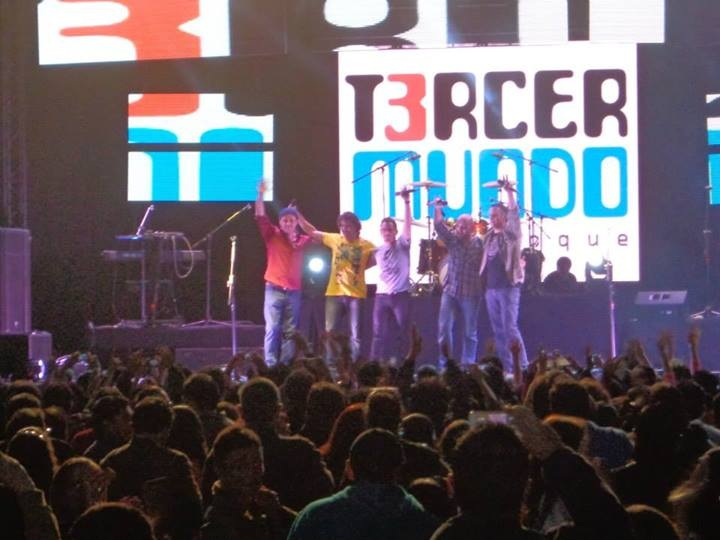
TercerMundo en concierto junto con el exintegrante Juan Fernando Velasco

### Formación y década de los 80
En 1982 los hermanos Daniel y Felipe Jácome  forman parte de un grupo llamado Los Galapaguitos en la escuela primaria, acontecimiento que marcaría el futuro de la familia en la música. 
En 1987, cuando cruzaban el colegio, se juntan con José Mantilla para formar un grupo de rock, al que denominarían por primera vez como TercerMundo, al participar en un festival intercolegial.
Luego de regresar de unas vacaciones el grupo se consolida en 1988 y se suman Diego Ruiz y Juan Fernando Velasco, con quienes dan sus primeras presentaciones pagadas, entre las que destaca un homenaje por los 20 años de Woodstock, organizado por la Casa de la Cultura Ecuatoriana.
Diego Ruiz abandona el grupo el mismo año y Juan Fernando Velasco pasa a la guitarra. En 1989, luego de su participación como solista en el tema principal de la telenovela El Ángel de Piedra, Juan Manuel Jácome se une a la banda y Felipe Jácome ingresa a trabajar en el estudio de grabación Cascarón, suceso que la agrupación aprovecha para grabar sus primeros temas: "Hasta Que Tú Llegaste" y "No Sin Tu Amor", sencillos que recopilarían en un primer disco de 45 rpm.

### Década de los 90
En 1990 José Mantilla deja el grupo y se une Pablo Mora, guitarrista hasta ese entonces de Cruks en Karnak. El mismo año graban "La Frágil" como lado A y "El Águila" como lado B de su segundo sencillo de 45 rpm, con el cual llegan a ganar su primer premio, la Estatuilla JC Radio a la Canción del Año, consolidándose como el grupo más escuchado del país. Mientras la canción "El Águila" suena en las radios, Juan Fernando Velasco abandona temporalmente TercerMundo. En 1991 la banda participa en la obra teatral Los Mangos de Caín, para la que escriben la canción "Está Sangrando La Tierra" que, junto a "Duérmete Junto a Mí", se plasma en un tercer sencillo de 45 rpm. En 1992 lanzan su primer LP, Uno de Estos Días..., con todas las canciones de los sencillos previos y el tema inédito "Para Ganarnos Las Alas".
En 1994 la banda publica su segundo larga duración El Rock No Ha Muerto, que incluía los nuevos éxitos "Tarjetitas" y "Si Te Fijaras". Con este disco realizan una gira nacional denominada Que Nos Dejen en Paz, que arrancó en abril de 1995 con un multitudinario concierto al aire libre en el malecón de Salinas y continuó por otras once ciudades de Ecuador, incluyendo Quito y Guayaquil, durante la cual estrenaron la canción "Tu País", tema compuesto por Juan Fernando Velasco en homenaje a las tropas ecuatorianas que participaron en la Guerra del Cenepa a inicios de ese mismo año.
En 1996 graban el álbum Hacia Adentro, del que suenan temas como "No Hay Nada", "Cuando Yo Te Conozca" y "No Te Vayas Hoy", tema del que extrae un videoclip que fue transmitido a nivel internacional por la cadena HTV. En 1998 grabaron el álbum Tu Madre, del que sonaron los sencillos "Qué País", "Amor Por Accidente" y "Te Extraño Un Poco".
TercerMundo también fue invitado a participar en el festival Todas las voces todas, organizado en 1996 por la fundación encabezada por el pintor quiteño Oswaldo Guayasamín para la construcción de La Capilla del Hombre, y en el histórico festival Pululahua, Rock desde el Volcán de 1999, compartiendo escenario junto a Babasónicos, Aterciopelados, La Ley, Lucybell y otros músicos.

### Historia contemporánea
En 2000 graban Cien Años, en alusión al término del siglo XX, que incluía una antología de la primera etapa del grupo, junto a las canciones inéditas "Si Dijeras"y" Si Debo Cambiar". En 2002, el bajista Pablo Mora deja Ecuador por motivos familiares, y los demás integrantes graban el álbum 3, con un sonido más pop, del que destacan las canciones "Siempre", "Dime Sí" y "Reclamo". En el año 2005 lanzan el álbum Te Amaré, del que promocionan la canción homónima, "Perdóname" y "Reina", con la participación de la ex Miss Ecuador María Susana Rivadeneira como protagonista del video oficial de la canción.
Para 2008 TercerMundo graba el álbum de larga duración TM, del que destacan los temas "Corazones Rotos", "Verte Otra Vez" y "Vuelve".
En 2009  el grupo lanzó la recopilación Best Of, que incluía los temas inéditos "Cómo Duele" y "Pensando En Ti" y en 2010 Amigos de Mi País, que incluye algunas de las canciones más conocidas de la banda con la participación de varios artistas  reconocidos en el Ecuador para conmemorar los 20 años de carrera del grupo. De este álbum se desprende la gira del mismo nombre, por las ciudades más grandes del país.
En enero del 2012 los TercerMundo lanzan el sencillo "Abrázame" con el que promocionan una gira de conciertos en bares y discotecas por todo el Ecuador llamada ElectroDiscoLovin' Tour, y una gira promocional en Estados Unidos de América que los llevó a presentar la canción en un episodio del programa Caso Cerrado con la Doctora Ana María Polo. En octubre graban un concierto acústico realizado en el Teatro Prometeo, que se convertiría en el primer DVD en vivo del grupo, Acústico, trabajo que fue lanzado en julio del 2013.
En septiembre del 2013, Juan Fernando Velasco y Pablo Mora se reúnen tras quince años con los TercerMundo para la gira de conciertos El Retoque, que culminó el 7 de octubre del mismo año, y para cerrar el año lanzan los sencillos "Sin Ti" y "Sólo Baila", canción que les representaría un reconocimiento por parte de SARIME como el grupo más exitoso en el 2014.
A finales del 2014 lanzan el sencillo "No Puedo Olvidarte", y para el 2015 "Soy Yo", posicionando nuevamente a la banda en el tope de las listas de radio y TV. En el 2016, con la canción "Ahora o Nunca", la banda se mantiene como referente del movimiento musical ecuatoriano.   
En 2018 la banda estrena un nuevo tema, "El Destornillador", que coincide con el trigésimo aniversario de la agrupación, y realizan una gira de conciertos para celebrarlo.
En el marco de la pandemia por COVID-19, en 2020 la agrupación lanza una serie de conciertos virtuales, empezando con Desde Adentro, apoyando a la iniciativa #SalvarVidasEc para ayudar a las personas afectadas por la pandemia junto a una versión acústica de su tema "Sin Pensar". Hacia finales del mismo año, los TercerMundo lanzan el EP Ella Perdió, que incluye los temas inéditos "Ella Perdió", "Salirme" y "L.O.S.E.R.". 
En el 2021, los TercerMundo se mantienen en contacto con su público a través de la emisión de varios streamings con tocadas en vivo, emitidas desde Facebook y Youtube.

## Discografía
- Álbumes de estudio

| Año  | Detalles del álbum                                 |
| ---- | -------------------------------------------------- |
| 1992 | Uno de Estos Días - Discográfica: IFESA            |
| 1994 | El Rock no ha Muerto - Discográfica: MTM           |
| 1996 | Hacia Adentro - Discográfica: MTM                  |
| 1998 | Tu madre - Discográfica: Discos Del Mundo          |
| 2000 | Cien Años - Discográfica: Discos Del Mundo         |
| 2002 | 3 - Discográfica: Discos Del Mundo                 |
| 2005 | Te Amaré - Discográfica: Discos del Mundo          |
| 2008 | TM - Discográfica: Discos del Mundo                |
| 2009 | Best Of - Discográfica: Discos del Mundo           |
| 2010 | Amigos de Mi País - Discográfica: Discos del Mundo |
| 2013 | Acústico - Discográfica: Discos del Mundo          |

- Sencillos y EPs

| Año  | Detalles                                                                                            |
| ---- | --------------------------------------------------------------------------------------------------- |
| 1989 | Lado A: Hasta Que Tú Llegaste Lado B: No Sin Tu Amor - Discográfica: IFESA                          |
| 1990 | Lado A: La Frágil Lado B: El Águila - Discográfica: IFESA                                           |
| 1991 | Lado A: Duérmete Junto A Mí Lado B: Está Sangrando La Tierra - Discográfica: IFESA                  |
| 1995 | Lado A: Tu País Lado B: Tu País (versión acústica) - Discográfica: MTM                              |
| 1997 | Cinco Lado A: Mis Amigos Lado B: Incienso En El Bus - Discográfica: MTM                             |
| 2012 | Abrázame - Discográfica: Discos Del Mundo                                                           |
| 2013 | Sin Ti - Discográfica: Discos Del Mundo                                                             |
| 2013 | Sólo Baila - Discográfica: Discos del Mundo                                                         |
| 2014 | No Puedo Olvidarte - Discográfica: Discos del Mundo                                                 |
| 2015 | Soy Yo - Discográfica: Discos del Mundo                                                             |
| 2016 | Ahora o Nunca - Discográfica: Discos del Mundo                                                      |
| 2018 | El Destornillador - Discográfica: Discos del Mundo                                                  |
| 2020 | Ella Perdió Lado A: Ella Perdió Lado B: Salirme Lado C: L.O.S.E.R. - Discográfica: Discos del Mundo |